# Xenochlorodes aureliaria
Xenochlorodes aureliaria là một loài bướm đêm trong họ Geometridae.